# 경쟁 우위
다른 기업들 보다 월등 한 기업들은 다른 기업들에 비해 경쟁우위에 있다고 말한다. 우수한 지식과 정보 자산 때문에 다른 기업들이 접근 할 수 없는 특별한 자원에 접근할 수 있거나 이미 보유한 자원들을 더 효율적으로 사용할 수 있다. 수익 성장, 수익성, 생산성 향상, 측면에서 월등하여 장기적으로 경쟁 기업들에 비해 높은 주식 시장 가치로 나타난다.

## 경쟁우위의 두 가지 방향
1. 경쟁우위는 기업 외부로부터 발생한다.
정부규제의 완화, 환율의 변동등과 같은 기업 외부환경의 변화는 경쟁우위를 발생시키는 주요 요인이 된다. 일반적으로 산업내 외부환경의 변화가 심해질수록 기업의 상대적인 경쟁우위의 변화는 심해진다. 왜냐하면, 보유하고 있는 경영자원이 서로 다르기 때문에 환율이나 유가변동에 따른 충격이 기업마다 다르기 때문이다. 또한 환경의 변화에 기업이 어떻게 대응하냐에 따라서 경쟁우위가 달라지기도 한다. 불규칙한 시장의 변화에 민첩하게 대응 할 수 있는 능력은 기업이 경쟁우위를 창출하는데 아주 중요한 요인이 되기 때문이다.
2. 경쟁우위는 기업내부에서 발생한다.
기업 내부의 새로운 혁신을 통하여 경쟁우위가 창출된다. 기업이 기술혁신을 통해서 신제품을 만들어 내거나, 혁신적으로 원가를 줄일 수 있는 방법을 개발하는 등의 혁신을 이루어낼 때, 기업에게는 상당한 경쟁우위가 발생한다. 이러한 전략적 혁신은 기업에게 경쟁우위를 발생시킬 뿐만 아니라, 산업구조자체를 변화시킨다.

## 같이 보기
- 비교 우위
- 핵심 역량
- 규모의 경제
- 암묵적 지식
- 가치 사슬